# PAOK Saloniki (piłka siatkowa)
PAOK Saloniki – grecki klub siatkarski założony w Salonikach w 1926 roku.

## Sukcesy
Mistrzostwo Grecji:
- 2015, 2016, 2017
- 2018, 2019, 2023[1]
- 2013

Puchar Grecji:
- 2015, 2018, 2019, 2022[2], 2023[3]

Superpuchar Grecji:
- 2024[4]

## Kadra

### Sezon 2022/2023[5]
- Pierwszy trener:  Joško Milenkoski

| Nr | Imię i nazwisko     | Data ur. | Wzrost | Pozycja      |
| -- | ------------------- | -------- | ------ | ------------ |
| 1  | Wasilios Muchlias   | 1996     | 194    | przyjmujący  |
| 2  | Teodosios Ilias     | 1995     | 190    | rozgrywający |
| 4  | Gijs Jorna          | 1989     | 196    | przyjmujący  |
| 6  | Deivid Júnior Costa | 1988     | 206    | środkowy     |
| 7  | Georgios Michelakis | 1997     | 177    | libero       |
| 8  | Brett Walsh         | 1994     | 195    | rozgrywający |
| 9  | Menelaos Kokkinakis | 1993     | 185    | libero       |
| 10 | Teodoros Wulkidis   | 1996     | 201    | środkowy     |
| 11 | Sotiris Sotiriu     | 1986     | 198    | przyjmujący  |
| 12 | Atanasios Gatsis    | 1991     | 198    | środkowy     |
| 13 | Janis Takuridis     | 1988     | 192    | środkowy     |
| 15 | Aleksandros Raptis  | 2000     | 190    | przyjmujący  |
| 19 | Bram Van den Dries  | 1989     | 206    | atakujący    |
| 20 | Aleksandros Butos   | 1998     | 203    | atakujący    |

### Sezon 2021/2022
- Pierwszy trener:  Janis Kalmazidis

| Nr | Imię i nazwisko              | Data ur. | Wzrost | Pozycja      |
| -- | ---------------------------- | -------- | ------ | ------------ |
| 1  | Andre Brown                  | 1990     | 206    | środkowy     |
| 2  | Stilianos Dziumakas          | 1998     | 193    | przyjmujący  |
| 5  | Atanasios Terzis             | 1979     | 193    | rozgrywający |
| 7  | Georgios Petreas             | 1986     | 201    | środkowy     |
| 8  | Brett Walsh                  | 1994     | 195    | rozgrywający |
| 9  | Menelaos Kokkinakis          | 1993     | 185    | libero       |
| 10 | Rafail Kumendakis            | 1993     | 203    | przyjmujący  |
| 11 | Sotiris Sotiriu              | 1986     | 198    | przyjmujący  |
| 12 | Atanasios Gatsis             | 1991     | 198    | środkowy     |
| 13 | Janis Takuridis              | 1988     | 192    | środkowy     |
| 15 | Pawieł Kuklinski             | 1989     | 194    | przyjmujący  |
| 17 | Ryley Barnes (od 27.01.2022) | 1993     | 200    | przyjmujący  |
| 18 | Artur Udrys                  | 1990     | 212    | atakujący    |
| 19 | Pafsanias Antoniu            | 1997     | 188    | libero       |
| 20 | Aleksandros Butos            | 1998     | 203    | atakujący    |

### Sezon 2020/2021
- Pierwszy trener:  Kostas Delikostas

| Nr | Imię i nazwisko        | Data ur. | Wzrost | Pozycja      |
| -- | ---------------------- | -------- | ------ | ------------ |
| 2  | Giorgos Papalexiu      | 1999     | 202    | środkowy     |
| 4  | Dimitrios Komitudis    | 1995     | 194    | rozgrywający |
| 5  | Atanasios Terzis       | 1979     | 193    | rozgrywający |
| 7  | Andri Aganits          | 1993     | 207    | środkowy     |
| 8  | Aleksandros Antoniadis | 1986     | 185    | libero       |
| 9  | Menelaos Kokkinakis    | 1993     | 185    | libero       |
| 10 | Rafail Kumendakis      | 1993     | 203    | przyjmujący  |
| 11 | Sotiris Sotiriu        | 1986     | 198    | przyjmujący  |
| 13 | Ioannis Takuridis      | 1988     | 192    | środkowy     |
| 14 | Gerasimos Kanellos     | 1987     | 201    | środkowy     |
| 17 | Evandro Dias De Souza  | 1988     | 200    | przyjmujący  |
| 18 | Kostas Kapetanidis     | 1999     | 195    | przyjmujący  |
| 19 | Bram Van den Dries     | 1989     | 206    | atakujący    |
| 20 | Aleksandros Butos      | 1998     | 203    | atakujący    |

### Sezon 2019/2020
- Pierwszy trener:  Sakis Psarras

| Nr | Imię i nazwisko                            | Data ur. | Wzrost | Pozycja      |
| -- | ------------------------------------------ | -------- | ------ | ------------ |
| 2  | Steven Marshall                            | 1989     | 193    | przyjmujący  |
| 3  | Dimitris Charalampidis                     | 1991     | 200    | środkowy     |
| 4  | Dimitris Konstantinidis                    | 1993     | 187    | libero       |
| 5  | Atanasios Terzis                           | 1979     | 193    | rozgrywający |
| 6  | Giorgos Stefanou                           | 1981     | 187    | libero       |
| 7  | Dimitris Filipow                           | 1990     | 198    | rozgrywający |
| 8  | Novica Bjelica (od 13.01.2020)             | 1983     | 202    | środkowy     |
| 10 | Tasos Gatsis                               | 1991     | 196    | środkowy     |
| 11 | Sotiris Sotiriu                            | 1986     | 198    | przyjmujący  |
| 12 | Kay van Dijk (od 24.11.2019 do 06.01.2020) | 1984     | 215    | atakujący    |
| 13 | Ioannis Takouridis                         | 1988     | 192    | środkowy     |
| 14 | Apostolos Armenakis (od 14.01.2020)        | 1980     | 200    | atakujący    |
| 15 | Dmitrij Iljinych (do 30.01.2020)           | 1987     | 201    | przyjmujący  |
| 16 | Bram Van den Dries (od 14.01.2020)         | 1989     | 206    | atakujący    |
| 20 | Aleksandros Butos                          | 1998     | 203    | atakujący    |
|    | Rodrigo Ruiz Abrão (od 30.01.2020)         | 1996     | 195    | przyjmujący  |

### Sezon 2018/2019
- Pierwszy trener:  Sakis Psarras

| Nr | Imię i nazwisko         | Data ur. | Wzrost | Pozycja      |
| -- | ----------------------- | -------- | ------ | ------------ |
| 1  | Aleksandar Okolić       | 1993     | 205    | środkowy     |
| 3  | Iván Márquez            | 1981     | 205    | środkowy     |
| 4  | Dimitris Konstantinidis | 1993     | 187    | libero       |
| 5  | Atanasios Terzis        | 1979     | 193    | rozgrywający |
| 6  | Garrett Muagututia      | 1988     | 205    | przyjmujący  |
| 7  | Dimitris Filipow        | 1990     | 198    | rozgrywający |
| 9  | Kostas Kapetanidis      | 1999     | 195    | przyjmujący  |
| 10 | Tasos Gatsis            | 1991     | 196    | środkowy     |
| 11 | Ewgenios Gortsaniuk     | 1987     | 200    | przyjmujący  |
| 12 | Mitar Dzurits           | 1989     | 211    | atakujący    |
| 13 | Ioannis Takouridis      | 1988     | 192    | środkowy     |
| 14 | Niels Klapwijk          | 1985     | 200    | atakujący    |
| 16 | Aleksandros Butos       | 1998     | 203    | atakujący    |
| 17 | Aleksander Szafranowicz | 1983     | 194    | przyjmujący  |
| 18 | Nikitas Efremidis       | 1989     | 191    | libero       |

### Sezon 2017/2018
- Pierwszy trener:  Daniele Ricci

| Nr | Imię i nazwisko         | Data ur. | Wzrost | Pozycja      |
| -- | ----------------------- | -------- | ------ | ------------ |
| 1  | Rafail Kumendakis       | 1993     | 203    | przyjmujący  |
| 2  | Ioannis Pantakidis      | 1985     | 200    | środkowy     |
| 4  | Dimitris Konstantinidis | 1993     | 187    | libero       |
| 5  | Atanasios Terzis        | 1979     | 193    | rozgrywający |
| 6  | Thanos Papadimitriou    | 1983     | 184    | libero       |
| 7  | Nikołaj Uczikow         | 1986     | 206    | atakujący    |
| 8  | Charis Sakoglou         | 1990     | 194    | atakujący    |
| 9  | Sotiris Sotiriou        | 1986     | 198    | przyjmujący  |
| 10 | Nikos Papaggelopoulos   | 1988     | 202    | środkowy     |
| 11 | Ernardo Gómez           | 1982     | 195    | atakujący    |
| 13 | Ioannis Takouridis      | 1988     | 192    | środkowy     |
| 14 | Panagiotis Pelekoudas   | 1989     | 202    | środkowy     |
| 15 | Panagiotis Papadopoulos | 1992     | 198    | przyjmujący  |
| 16 | Matthias Valkiers       | 1990     | 198    | rozgrywający |
| 17 | Aleksander Szafranowicz | 1983     | 194    | przyjmujący  |
| 18 | Ramon Martinez-Gion     | 1990     | 197    | przyjmujący  |

### Sezon 2016/2017
- Pierwszy trener:  Jorge Elgueta

| Nr | Imię i nazwisko         | Data ur. | Wzrost | Pozycja      |
| -- | ----------------------- | -------- | ------ | ------------ |
| 1  | Vlado Petković          | 1983     | 198    | rozgrywający |
| 2  | Ioannis Pantakidis      | 1985     | 200    | środkowy     |
| 3  | Dimitrios Garas         | 1985     | 185    | libero       |
| 4  | Dimitris Konstantinidis | 1993     | 187    | libero       |
| 5  | Athanasios Terzis       | 1979     | 193    | rozgrywający |
| 7  | Saša Starović           | 1988     | 207    | atakujący    |
| 8  | Charis Sakoglou         | 1990     | 194    | atakujący    |
| 9  | Sotiris Sotiriou        | 1986     | 198    | przyjmujący  |
| 10 | Andreas Andreadis       | 1982     | 205    | środkowy     |
| 11 | Ernardo Gómez           | 1982     | 195    | atakujący    |
| 12 | Nikos Smaragdis         | 1982     | 202    | środkowy     |
| 13 | Ioannis Takouridis      | 1988     | 192    | środkowy     |
| 15 | Panagiotis Papadopoulos | 1992     | 198    | przyjmujący  |
| 17 | Aleksander Szafranowicz | 1983     | 194    | przyjmujący  |
| 18 | Dante Amaral            | 1980     | 201    | przyjmujący  |

### Sezon 2015/2016
- Pierwszy trener:  Nikołaj Jeliażkow

| Nr | Imię i nazwisko        | Data ur. | Wzrost | Pozycja      |
| -- | ---------------------- | -------- | ------ | ------------ |
| 1  | Javier Jiménez         | 1989     | 198    | przyjmujący  |
| 2  | Ioannis Pantakidis     | 1985     | 200    | środkowy     |
| 3  | Dimitrios Garas        | 1985     | 185    | libero       |
| 5  | Athanasios Terzis      | 1979     | 193    | rozgrywający |
| 6  | Vasileios Kournetas    | 1976     | 192    | rozgrywający |
| 7  | Alexandros Sambanis    | 1992     | 200    | atakujący    |
| 8  | Rolando Cepeda         | 1989     | 198    | atakujący    |
| 9  | Dimostenis Makrakis    | 1996     | 190    | przyjmujący  |
| 11 | David Lee              | 1982     | 203    | środkowy     |
| 13 | Dimitrios Efraimidis   | 1990     | 194    | przyjmujący  |
| 15 | Vasileios Karasavvidis | 1995     | 195    | przyjmujący  |
| 16 | Jayson Jablonsky       | 1985     | 198    | przyjmujący  |
| 17 | Petros Petroglou       | 1979     | 200    | przyjmujący  |

### Sezon 2014/2015
- Pierwszy trener:  Jannis Kalmazidis

| Nr | Imię i nazwisko              | Data ur. | Wzrost | Pozycja      |
| -- | ---------------------------- | -------- | ------ | ------------ |
| 1  | Javier Jiménez               | 1989     | 198    | środkowy     |
| 2  | Ioannis Pantakidis           | 1985     | 200    | środkowy     |
| 3  | Dimitrios Garas              | 1985     | 185    | libero       |
| 4  | Dinas Athanasios             | 1981     | 204    | środkowy     |
| 6  | Vasileios Kournetas          | 1976     | 190    | rozgrywający |
| 7  | Alexandros Sambanis          | 1992     | 200    | atakujący    |
| 8  | Dimostenis Makrakis          | 1996     | 190    | przyjmujący  |
| 11 | Ernardo Gómez                | 1982     | 195    | atakujący    |
| 12 | Victor Lucas Ferreira Rangel | 1990     | 205    | środkowy     |
| 13 | Dimitrios Efraimidis         | 1990     | 194    | przyjmujący  |
| 15 | Vasileios Karasavvidis       | 1995     | 195    | przyjmujący  |
| 16 | Anastasios Anastasiadis      | 1982     | 190    | rozgrywający |
| 17 | Aleksander Szafranowicz      | 1983     | 194    | przyjmujący  |

### Sezon 2013/2014
- Pierwszy trener:  Stylianos Kazazis

| Nr | Imię i nazwisko          | Data ur. | Wzrost | Pozycja      |
| -- | ------------------------ | -------- | ------ | ------------ |
| 1  | Christos Stefanidis      | 1993     | 190    | przyjmujący  |
| 2  | Ioannis Pantakidis       | 1985     | 197    | środkowy     |
| 3  | Dimitrios Charalampidis  | 1991     | 200    | środkowy     |
| 4  | Stylianos Pipergias      | 1985     | 189    | rozgrywający |
| 6  | Jernej Potočnik          | 1981     | 197    | przyjmujący  |
| 7  | Charalambos Bampalioutas | 1972     | 187    | libero       |
| 10 | Stylianos Nikiforidis    | 1980     | 185    | przyjmujący  |
| 11 | Nikolaos Palentzas       | 1991     | 200    | atakujący    |
| 12 | Kasandros Stingas        | 1993     | 197    | środkowy     |
| 14 | Aleksandar Milkov        | 1982     | 201    | przyjmujący  |
| 15 | Simo Dabović             | 1987     | 194    | rozgrywający |
| 18 | Enea Tzelati             | 1982     | 202    | atakujący    |